# Atletica leggera ai Giochi della III Olimpiade - Salto in lungo
La gara del salto in lungo dei Giochi della III Olimpiade si tenne il 1º settembre 1904 al Francis Field della Washington University di Saint Louis.

## La gara
Lo statunitense Meyer Prinstein fu battuto da Alvin Kraenzlein quattro anni prima per un solo centimetro. Si ripresenta a Saint Louis con buone probabilità di vittoria.

Gli irlandesi, i suoi più temibili avversari, sono assenti. In campo nazionale non ha avversari alla sua altezza. Vince con quasi mezzo metro di vantaggio sul secondo classificato. Il suo migliore salto avviene all'ultimo turno: è il nuovo record olimpico.

## Risultati

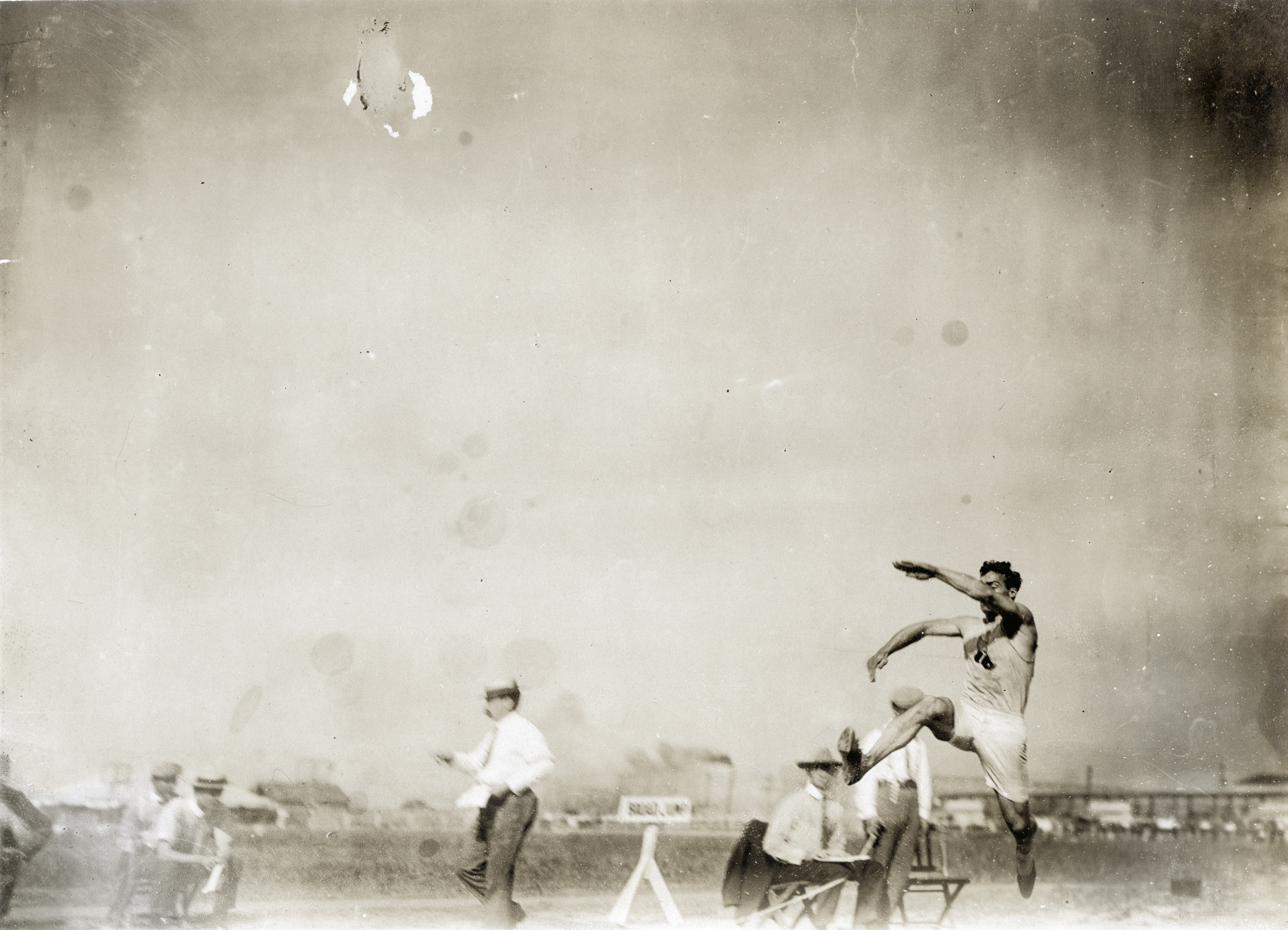
Un salto di Robert Stangland, il terzo classificato.

| Pos.    | Atleta           | Nazione     | Età | Misura |
| ------- | ---------------- | ----------- | --- | ------ |
| Oro     | Meyer Prinstein  | Stati Uniti | 26  | 7,34   |
| Argento | Dan Frank        | Stati Uniti | 22  | 6,89   |
| Bronzo  | Robert Stangland | Stati Uniti | 23  | 6,88   |
| 4       | Fred Engelhardt  | Stati Uniti | 25  | 6,63   |
| 5       | George Van Cleaf | Stati Uniti | 25  | n/d    |
| 6       | Percy Hagerman   | Canada      | 23  | n/d    |
| ?       | John Oxley       | Stati Uniti | 23  | n/d    |
| ?       | Béla Mező        | Ungheria    | 21  | n/d    |
| ?       | Corrie Gardner   | Australia   | 25  | n/d    |
| ?       | Leslie McPherson | Australia   | 24  | n/d    |